# Cucullia tescorum
Cucullia tescorum là một loài bướm đêm trong họ Noctuidae.